# Піксін Іван Олексійович
Іван Олексійович Піксін (1905, село Милорадовка, тепер Краснопартизанський район Саратовської області, Російська Федерація — 28 жовтня 1973, місто Москва, тепер Російська Федерація) — радянський державний діяч, 1-й секретар Мордовського обласного комітету ВКП(б). Депутат Верховної ради СРСР 3-го скликання.

## Життєпис
Народився в селянській родині. Був пастухом, наймитом у заможних селян, робітником радгоспу.
З 1927 року служив у Червоній армії: у 1927—1928 роках — курсант Ленінградської школи вищого командного складу СРСР, у 1928—1929 роках — курсант Ульяновської школи вищого командного складу.
Член ВКП(б) з 1929 року.
З 1929 по 1932 рік — слухач робітничого факультету імені Леніна в місті Саратові.
У 1932—1937 роках навчався в Сталінградському інституті марксизму-ленінізму.
У 1937 — 27 березня 1940 року — завідувач культурно-пропагандистського відділу, 2-й секретар Краснооктябрського районного комітету ВКП(б) міста Сталінграда; завідувач відділу Сталінградського міського комітету ВКП(б); секретар Сталінградського міського комітету ВКП(б) з пропаганди та агітації.
27 березня 1940 — 14 жовтня 1947 року — 2-й секретар Сталінградського міського комітету ВКП(б).
У 1947—1948 роках — інспектор ЦК ВКП(б) у Москві.
У грудні 1948 — вересні 1951 року — 1-й секретар Мордовського обласного комітету ВКП(б).
У вересні 1951 — 1952 року — слухач Курсів перепідготовки при ЦК ВКП(б).
У 1952—1953 роках — секретар Чистопольського обласного комітету КПРС Татарської АРСР.
З 1953 року — заступник керуючого справами Ради міністрів Російської РФСР.
Потім — персональний пенсіонер у місті Москві.
Помер 28 жовтня 1973 року в Москві.

## Нагороди
- два ордени Леніна
- орден Трудового Червоного Прапора
- медаль «За оборону Сталінграда»
- медалі